# ميشيل كارون (مغني)
ميشيل كارون هو مغني كندي، ولد في 1945، وتوفي في 2007.